# Grota Teodora
Grota Teodora – jaskinia, a właściwie schronisko, w polskich Bieszczadach. Wejście do niej znajdowało się na południowo-wschodnim zboczu Jam w paśmie Łopiennika i Durnej, w dolinie Solinki, niedaleko Buka, w pobliżu Jaskini Wilczej i Kruchej Szczeliny, na wysokości 550 m n.p.m.. Długość jaskini wynosi 7 metrów, a jej deniwelacja 2 metry.

## Opis jaskini
Jaskinię stanowi niewielka studzienka zaczynająca się w niedużym otworze wejściowym. Z jej dna odchodzi kilkumetrowy korytarz kończący się szczelinami nie do przejścia.

## Przyroda
W jaskini brak jest nacieków. Flory i fauny nie badano.

## Historia odkryć
Brak jest danych o odkrywcach jaskini. Jej opis sporządzili T. Mleczek i B. Szatkowski w kwietniu 2010 roku. W październiku 2014 roku stwierdzono zawalenie się wejścia do jaskini.